# Mertensophryne
Mertensophryne es un género de anfibios anuros de la familia de sapos Bufonidae.  Las especies de este género se distribuyen por la República Democrática del Congo, Kenia, Tanzania, Malaui, el sudeste de Zimbabue y Mozambique. Mertensophryne incluye especies previamente clasificadas en los géneros Stephopaedes y Bufo, con sólo una especie, Mertensophryne micranotis, original del género.

## Especies
Se reconocen las 14 especies siguientes según ASW:
- Mertensophryne anotis (Boulenger, 1907)
- Mertensophryne howelli (Poynton & Clarke, 1999)
- Mertensophryne lindneri (Mertens, 1955)
- Mertensophryne lonnbergi (Andersson, 1911)
- Mertensophryne loveridgei (Poynton, 1991)
- Mertensophryne melanopleura (Schmidt & Inger, 1959)
- Mertensophryne micranotis (Loveridge, 1925)
- Mertensophryne mocquardi (Angel, 1924)
- Mertensophryne nairobiensis (Loveridge, 1932)
- Mertensophryne nyikae (Loveridge, 1953)
- Mertensophryne schmidti Grandison, 1972
- Mertensophryne taitana (Peters, 1878)
- Mertensophryne usambarae (Poynton & Clarke, 1999)
- Mertensophryne uzunguensis (Loveridge, 1932)